# Karunguzhi
Karunguzhi là một thị xã của quận Kancheepuram thuộc bang Tamil Nadu, Ấn Độ.

## Nhân khẩu
Theo điều tra dân số năm 2001 của Ấn Độ, Karunguzhi có dân số 11.265 người. Phái nam chiếm 50% tổng số dân và phái nữ chiếm 50%. Karunguzhi có tỷ lệ 68% biết đọc biết viết, cao hơn tỷ lệ trung bình toàn quốc là 59,5%: tỷ lệ cho phái nam là 75%, và tỷ lệ cho phái nữ là 61%. Tại Karunguzhi, 12% dân số nhỏ hơn 6 tuổi.